# The Call of Her Child
The Call of Her Child è un cortometraggio muto del 1915. Il nome del regista non viene riportato nei credit del film.

## Produzione
Il film fu prodotto dalla Biograph Company.

## Distribuzione
Distribuito dalla General Film Company, il film - un cortometraggio in una bobina - uscì nelle sale cinematografiche statunitensi il 25 febbraio 1915.
Non si conoscono copie ancora esistenti della pellicola che viene considerata presumibilmente perduta.